# 蒙荷里
蒙荷里是美國新澤西州伯靈頓郡的縣治，亦是費城東部市郊之一。根據2010年人口普查，本鎮共有人口9,536人，相對2000年來說下降了1,192人，即下跌了11.1%。而2000年的人口相對1990年來說則上升了89人，即上升了0.8%。蒙荷里亦是美國國家氣象局費城天氣預報辦公室的所在地。
本鎮於1688年11月6日成立時的名稱為「北安普頓」（Northampton）。本鎮於1798年2月21日成立市政機關。多個鄉鎮自本鎮獨立。本鎮於1931年11月6日改為現名。

## 地理
蒙荷里的座標為39°59′43″N 74°47′11″W / 39.995351°N 74.786452°W（39.995351,-74.786452）。根據2000年人口普查，本城面積為2.852平方英里（7.39平方），其中2.806平方英里（7.27平方）為陸地，0.046平方英里（0.12平方）為水域。